# Solaris Urbino 18
A Solaris Urbino 18 egy 1999 óta gyártott autóbusz. 
A lengyel Solaris alacsonypadlós városi-elővárosi csuklós busza. Szóló változata az Urbino 12. Midi változata az Urbino 10.

## Troliváltozata
A karosszéria nagyjából megegyezik. Hajtásrendszerét a Ganz Transelektro, a Cegelec és a Škoda is gyártotta.